# Eendiyn

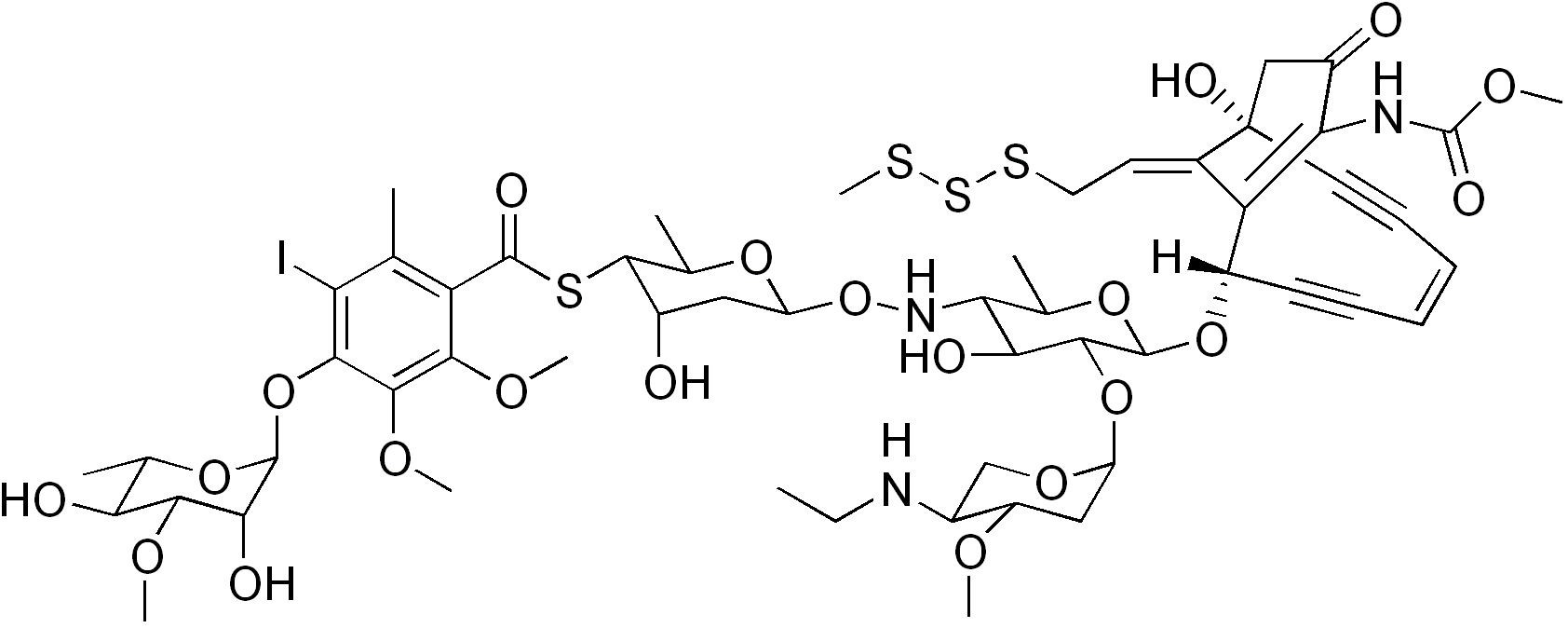
Structuurformule van calicheamicine γ_{1} C55H74IN3O21S4, een eendiyn dat in staat is om DNA-strengen te breken.

Een eendiyn is een organische verbinding die gekenmerkt wordt door de aanwezigheid van een dubbele en twee drievoudige bindingen. De onverzadigdheden staan daarbij in conjugatie met elkaar. Eendiynen vormen een klasse van bacteriële organische verbindingen.
Tal van deze verbindingen zijn in staat om een Bergman-cyclisatie te ondergaan. Het resulterende product is een diradicaal, een zeer reactieve verbinding die in staat is om waterstofatomen van de suikers in het DNA te abstraheren, waardoor de DNA-streng in stukken breekt. Dat maakt dat deze verbindingen zeer toxisch zijn voor organismen. Echter, om diezelfde reden worden deze verbindingen bestudeerd bij onderzoek naar kanker.